# Seznam dílů seriálu Archer
Toto je seznam dílů seriálu Archer.

## Přehled řad
| Řada | Díly | Premiéra v USA  | Premiéra v USA    | Premiéra v ČR     | Premiéra v ČR     |
| Řada | Díly | První díl       | Poslední díl      | První díl         | Poslední díl      |
| ---- | ---- | --------------- | ----------------- | ----------------- | ----------------- |
| 1    | 10   | 17. září 2009   | 18. března 2010   | 10. února 2017    | 10. března 2017   |
| 2    | 13   | 27. ledna 2011  | 21. dubna 2011    | 21. dubna 2017    | 2. června 2017    |
| 3    | 13   | 15. září 2011   | 22. března 2012   | 9. června 2017    | 21. července 2017 |
| 4    | 13   | 17. ledna 2013  | 11. dubna 2013    | 28. července 2017 | 8. září 2017      |
| 5    | 13   | 13. ledna 2014  | 21. dubna 2014    | 22. prosince 2017 | 16. března 2018   |
| 6    | 13   | 8. ledna 2015   | 2. dubna 2015     | 23. března 2018   | 11. června 2018   |
| 7    | 10   | 31. března 2016 | 2. června 2016    | 17. června 2018   | 16. července 2018 |
| 8    | 8    | 5. dubna 2017   | 24. května 2017   | 22. července 2018 | 13. srpna 2018    |
| 9    | 8    | 25. dubna 2018  | 13. června 2018   | 13. května 2019   | 27. května 2019   |
| 10   | 9    | 29. května 2019 | 31. července 2019 | 13. října 2019    | 27. října 2019    |
| 11   | 8    | 16. září 2020   | 28. října 2020    | bude oznámeno     | bude oznámeno     |
| 12   | 8    | 25. srpna 2021  | 6. října 2021     | bude oznámeno     | bude oznámeno     |
| 13   | 8    | 24. srpna 2022  | 12. října 2022    | bude oznámeno     | bude oznámeno     |

## Seznam dílů

### První řada (2009–2010)
| Č. v seriálu | Č. v řadě | Původní název     | Scénář                     | Premiéra v USA  | Premiéra v ČR   |
| ------------ | --------- | ----------------- | -------------------------- | --------------- | --------------- |
| 1            | 1         | Mole Hunt         | Adam Reed                  | 17. září 2009   | 10. února 2017  |
| 2            | 2         | Training Day      | Adam Reed                  | 14. ledna 2010  | 10. února 2017  |
| 3            | 3         | Diversity Hire    | Adam Reed                  | 14. ledna 2010  | 17. února 2017  |
| 4            | 4         | Killing Utne      | Adam Reed                  | 21. ledna 2010  | 17. února 2017  |
| 5            | 5         | Honeypot          | Adam Reed a Tony Carbone   | 28. ledna 2010  | 24. února 2017  |
| 6            | 6         | Skorpio           | Adam Reed                  | 4. února 2010   | 24. února 2017  |
| 7            | 7         | Skytanic          | Adam Reed                  | 11. února 2010  | 3. března 2017  |
| 8            | 8         | The Rock          | Adam Reed a Boswell Cocker | 4. března 2010  | 3. března 2017  |
| 9            | 9         | Job Offer         | Adam Reed                  | 11. března 2010 | 10. března 2017 |
| 10           | 10        | Dial M for Mother | Adam Reed                  | 18. března 2010 | 10. března 2017 |

### Druhá řada (2011)
| Č. v seriálu | Č. v řadě | Původní název    | Scénář                                  | Premiéra v USA  | Premiéra v ČR   |
| ------------ | --------- | ---------------- | --------------------------------------- | --------------- | --------------- |
| 11           | 1         | Swiss Miss       | námět: Mehar Sethi scénář: Adam Reed    | 27. ledna 2011  | 21. dubna 2017  |
| 12           | 2         | A Going Concern  | Adam Reed                               | 3. února 2011   | 21. dubna 2017  |
| 13           | 3         | Blood Test       | Adam Reed                               | 10. února 2011  | 28. dubna 2017  |
| 14           | 4         | Pipeline Fever   | námět: Boswell Cocker scénář: Adam Reed | 17. února 2011  | 28. dubna 2017  |
| 15           | 5         | The Double Deuce | Adam Reed                               | 24. února 2011  | 5. května 2017  |
| 16           | 6         | Tragical History | Adam Reed                               | 3. března 2011  | 5. května 2017  |
| 17           | 7         | Movie Star       | Adam Reed                               | 10. března 2011 | 12. května 2017 |
| 18           | 8         | Stage Two        | Adam Reed                               | 17. března 2011 | 12. května 2017 |
| 19           | 9         | Placebo Effect   | Adam Reed                               | 24. března 2011 | 19. května 2017 |
| 20           | 10        | El Secuestro     | Adam Reed                               | 31. března 2011 | 19. května 2017 |
| 21           | 11        | Jeu Monégasque   | Adam Reed                               | 7. dubna 2011   | 26. května 2017 |
| 22           | 12        | White Nights     | Adam Reed                               | 14. dubna 2011  | 26. května 2017 |
| 23           | 13        | Double Trouble   | Adam Reed                               | 21. dubna 2011  | 2. června 2017  |

### Třetí řada (2011–2012)
| Č. v seriálu | Č. v řadě | Původní název              | Scénář                                 | Premiéra v USA  | Premiéra v ČR     |
| ------------ | --------- | -------------------------- | -------------------------------------- | --------------- | ----------------- |
| 24           | 1         | Heart of Archness (Part 1) | Adam Reed                              | 15. září 2011   | 9. června 2017    |
| 25           | 2         | Heart of Archness (Part 2) | Adam Reed                              | 22. září 2011   | 9. června 2017    |
| 26           | 3         | Heart of Archness (Part 3) | Adam Reed                              | 29. září 2011   | 16. června 2017   |
| 27           | 4         | The Man from Jupiter       | námět: Tesha Kondrat scénář: Adam Reed | 19. ledna 2012  | 16. června 2017   |
| 28           | 5         | El Contador                | Adam Reed                              | 26. ledna 2012  | 23. června 2017   |
| 29           | 6         | The Limited                | Adam Reed                              | 2. února 2012   | 23. června 2017   |
| 30           | 7         | Drift Problem              | Adam Reed                              | 9. února 2012   | 30. června 2017   |
| 31           | 8         | Lo Scandalo                | Adam Reed                              | 16. února 2012  | 30. června 2017   |
| 32           | 9         | Bloody Ferlin              | Adam Reed                              | 23. února 2012  | 7. července 2017  |
| 33           | 10        | Crossing Over              | Adam Reed                              | 1. března 2012  | 7. července 2017  |
| 34           | 11        | Skin Game                  | Chris Provenzano a Adam Reed           | 8. března 2012  | 14. července 2017 |
| 35           | 12        | Space Race (Part 1)        | Adam Reed                              | 15. března 2012 | 14. července 2017 |
| 36           | 13        | Space Race (Part 2)        | Adam Reed                              | 22. března 2012 | 21. července 2017 |

### Čtvrtá řada (2013)
| Č. v seriálu | Č. v řadě | Původní název       | Scénář                             | Premiéra v USA  | Premiéra v ČR     |
| ------------ | --------- | ------------------- | ---------------------------------- | --------------- | ----------------- |
| 37           | 1         | Fugue and Riffs     | Adam Reed                          | 17. ledna 2013  | 28. července 2017 |
| 38           | 2         | The Wind Cries Mary | Adam Reed a Chris Provenzano       | 24. ledna 2013  | 28. července 2017 |
| 39           | 3         | Legs                | Adam Reed                          | 31. ledna 2013  | 4. srpna 2017     |
| 40           | 4         | Midnight Ron        | Adam Reed a Tesha Kondrat          | 7. února 2013   | 4. srpna 2017     |
| 41           | 5         | Viscous Coupling    | Adam Reed                          | 14. února 2013  | 11. srpna 2017    |
| 42           | 6         | Once Bitten         | Adam Reed                          | 21. února 2013  | 11. srpna 2017    |
| 43           | 7         | Live and Let Dine   | Adam Reed                          | 28. února 2013  | 18. srpna 2017    |
| 44           | 8         | Coyote Lovely       | Adam Reed                          | 7. března 2013  | 18. srpna 2017    |
| 45           | 9         | The Honeymooners    | Mike Arnold a Adam Reed            | 14. března 2013 | 25. srpna 2017    |
| 46           | 10        | Un Chien Tangerine  | Adam Reed a Mike Arnold            | 21. března 2013 | 25. srpna 2017    |
| 47           | 11        | The Papal Chase     | námět: Eric Sims scénář: Adam Reed | 28. března 2013 | 1. září 2017      |
| 48           | 12        | Sea Tunt (Part 1)   | Adam Reed                          | 4. dubna 2013   | 1. září 2017      |
| 49           | 13        | Sea Tunt (Part 2)   | Adam Reed a Rick Cleveland         | 11. dubna 2013  | 8. září 2017      |

### Pátá řada:Archer Vice(2014)
| Č. v seriálu | Č. v řadě | Původní název            | Scénář                  | Premiéra v USA  | Premiéra v ČR     |
| ------------ | --------- | ------------------------ | ----------------------- | --------------- | ----------------- |
| 50           | 1         | White Elephant           | Adam Reed               | 13. ledna 2014  | 22. prosince 2017 |
| 51           | 2         | A Kiss While Dying       | Adam Reed               | 20. ledna 2014  | 29. prosince 2017 |
| 52           | 3         | A Debt of Honor          | Adam Reed               | 27. ledna 2014  | 5. ledna 2018     |
| 53           | 4         | House Call               | Adam Reed               | 3. února 2014   | 12. ledna 2018    |
| 54           | 5         | Southbound and Down      | Adam Reed a Ben Hoffman | 24. února 2014  | 19. ledna 2018    |
| 55           | 6         | Baby Shower              | Adam Reed               | 3. března 2014  | 26. ledna 2018    |
| 56           | 7         | Smugglers' Blues         | Adam Reed               | 10. března 2014 | 2. února 2018     |
| 57           | 8         | The Rules of Extraction  | Adam Reed               | 17. března 2014 | 9. února 2018     |
| 58           | 9         | On the Carpet            | Adam Reed               | 24. března 2014 | 16. února 2018    |
| 59           | 10        | Palace Intrigue (Part 1) | Adam Reed               | 31. března 2014 | 23. února 2018    |
| 60           | 11        | Palace Intrigue (Part 2) | Adam Reed               | 7. dubna 2014   | 2. března 2018    |
| 61           | 12        | Filibuster               | Adam Reed               | 14. dubna 2014  | 9. března 2018    |
| 62           | 13        | Arrival/Departure        | Adam Reed               | 21. dubna 2014  | 16. března 2018   |

### Šestá řada (2015)
| Č. v seriálu | Č. v řadě | Původní název           | Scénář                   | Premiéra v USA  | Premiéra v ČR   |
| ------------ | --------- | ----------------------- | ------------------------ | --------------- | --------------- |
| 63           | 1         | The Holdout             | Adam Reed                | 8. ledna 2015   | 23. března 2018 |
| 64           | 2         | Three to Tango          | Adam Reed                | 15. ledna 2015  | 30. března 2018 |
| 65           | 3         | The Archer Sanction     | Adam Reed                | 22. ledna 2015  | 6. dubna 2018   |
| 66           | 4         | Edie's Wedding          | Adam Reed                | 29. ledna 2015  | 13. dubna 2018  |
| 67           | 5         | Vision Quest            | Adam Reed a Ben Hoffman  | 5. února 2015   | 20. dubna 2018  |
| 68           | 6         | Sitting                 | Adam Reed                | 12. února 2015  | 27. dubna 2018  |
| 69           | 7         | Nellis                  | Adam Reed                | 19. února 2015  | 4. května 2018  |
| 70           | 8         | The Kanes               | Adam Reed                | 26. února 2015  | 11. května 2018 |
| 71           | 9         | Pocket Listing          | Adam Reed                | 5. března 2015  | 18. května 2018 |
| 72           | 10        | Reignition Sequence     | Adam Reed                | 12. března 2015 | 25. května 2018 |
| 73           | 11        | Achub Y Morfilod        | Adam Reed a Mike Arnold  | 19. března 2015 | 1. června 2018  |
| 74           | 12        | Drastic Voyage (Part 1) | Adam Reed a Casey Willis | 26. března 2015 | 10. června 2018 |
| 75           | 13        | Drastic Voyage (Part 2) | Adam Reed a Casey Willis | 2. dubna 2015   | 11. června 2018 |

### Sedmá řada (2016)
| Č. v seriálu | Č. v řadě | Původní název          | Scénář    | Premiéra v USA  | Premiéra v ČR     |
| ------------ | --------- | ---------------------- | --------- | --------------- | ----------------- |
| 76           | 1         | The Figgis Agency      | Adam Reed | 31. března 2016 | 17. června 2018   |
| 77           | 2         | The Handoff            | Adam Reed | 7. dubna 2016   | 18. června 2018   |
| 78           | 3         | Deadly Prep            | Adam Reed | 14. dubna 2016  | 24. června 2018   |
| 79           | 4         | Motherless Child       | Adam Reed | 21. dubna 2016  | 25. června 2018   |
| 80           | 5         | Bel Panto (Part 1)     | Adam Reed | 28. dubna 2016  | 1. července 2018  |
| 81           | 6         | Bel Panto (Part 2)     | Adam Reed | 5. května 2016  | 2. července 2018  |
| 82           | 7         | Double Indecency       | Adam Reed | 12. května 2016 | 8. července 2018  |
| 83           | 8         | Liquid Lunch           | Adam Reed | 19. května 2016 | 9. července 2018  |
| 84           | 9         | Deadly Velvet (Part 1) | Adam Reed | 26. května 2016 | 15. července 2018 |
| 85           | 10        | Deadly Velvet (Part 2) | Adam Reed | 2. června 2016  | 16. července 2018 |

### Osmá řada:Archer Dreamland(2017)
| Č. v seriálu | Č. v řadě | Původní název      | Scénář    | Premiéra v USA  | Premiéra v ČR     |
| ------------ | --------- | ------------------ | --------- | --------------- | ----------------- |
| 86           | 1         | No Good Deed       | Adam Reed | 5. dubna 2017   | 22. července 2018 |
| 87           | 2         | Berenice           | Adam Reed | 12. dubna 2017  | 23. července 2018 |
| 88           | 3         | Jane Doe           | Adam Reed | 19. dubna 2017  | 29. července 2018 |
| 89           | 4         | Ladyfingers        | Adam Reed | 26. dubna 2017  | 30. července 2018 |
| 90           | 5         | Sleepers Wake      | Adam Reed | 3. května 2017  | 5. srpna 2018     |
| 91           | 6         | Waxing Gibbous     | Adam Reed | 10. května 2017 | 6. srpna 2018     |
| 92           | 7         | Gramercy, Halberd! | Adam Reed | 17. května 2017 | 12. srpna 2018    |
| 93           | 8         | Auflösung          | Adam Reed | 24. května 2017 | 13. srpna 2018    |

### Devátá řada:Archer Danger Island(2018)
| Č. v seriálu | Č. v řadě | Původní název                                                 | Scénář                  | Premiéra v USA  | Premiéra v ČR   |
| ------------ | --------- | ------------------------------------------------------------- | ----------------------- | --------------- | --------------- |
| 94           | 1         | Strange Pilot                                                 | Adam Reed               | 25. dubna 2018  | 13. května 2019 |
| 95           | 2         | Disheartening Situation                                       | Adam Reed               | 2. května 2018  | 13. května 2019 |
| 96           | 3         | Different Modes of Preparing the Fruit                        | Adam Reed               | 9. května 2018  | 20. května 2019 |
| 97           | 4         | A Warrior in Costume                                          | Adam Reed               | 16. května 2018 | 20. května 2019 |
| 98           | 5         | Strange Doings in the Taboo Groves                            | Adam Reed a Mike Arnold | 23. května 2018 | 26. května 2019 |
| 99           | 6         | Some Remarks on Cannibalism                                   | Adam Reed               | 30. května 2018 | 26. května 2019 |
| 100          | 7         | Comparative Wickedness of Civilized and Unenlightened Peoples | Adam Reed               | 6. června 2018  | 27. května 2019 |
| 101          | 8         | A Discovery                                                   | Adam Reed               | 13. června 2018 | 27. května 2019 |

### Desátá řada:Archer: 1999(2019)
| Č. v seriálu | Č. v řadě | Původní název            | Scénář                    | Premiéra v USA    | Premiéra v ČR  |
| ------------ | --------- | ------------------------ | ------------------------- | ----------------- | -------------- |
| 102          | 1         | Bort the Garj            | Adam Reed                 | 29. května 2019   | 13. října 2019 |
| 103          | 2         | Happy Borthday           | Adam Reed                 | 5. června 2019    | 13. října 2019 |
| 104          | 3         | The Leftovers            | Mark Ganek                | 12. června 2019   | 14. října 2019 |
| 105          | 4         | Dining with the Zarglorp | Shane Kosakowski          | 19. června 2019   | 14. října 2019 |
| 106          | 5         | Mr. Deadly Goes to Town  | Mark Ganek                | 26. června 2019   | 20. října 2019 |
| 107          | 6         | Road Trip                | Mike Arnold               | 10. července 2019 | 20. října 2019 |
| 108          | 7         | Space Pirates            | Kelly Galuska             | 17. července 2019 | 21. října 2019 |
| 109          | 8         | Cubert                   | Adam Reed a Tesha Kondrat | 24. července 2019 | 21. října 2019 |
| 110          | 9         | Robert De Niro           | Adam Reed                 | 31. července 2019 | 21. října 2019 |

### Jedenáctá řada (2020)
| Č. v seriálu | Č. v řadě | Původní název      | Režie              | Scénář           | Premiéra v USA | Premiéra v ČR |
| ------------ | --------- | ------------------ | ------------------ | ---------------- | -------------- | ------------- |
| 111          | 1         | The Orpheus Gambit | Chad Hurd          | Mark Ganek       | 16. září 2020  | bude oznámeno |
| 112          | 2         | Bloodsploosh       | Pierre Cerrato     | Mike Arnold      | 16. září 2020  | bude oznámeno |
| 113          | 3         | Helping Hands      | Casey Willis       | Shana Gohd       | 23. září 2020  | bude oznámeno |
| 114          | 4         | Robot Factory      | Matt Thompson      | Matt Roller      | 30. září 2020  | bude oznámeno |
| 115          | 5         | Best Friends       | Chi Duong Sato     | Matt Roller      | 7. října 2020  | bude oznámeno |
| 116          | 6         | The Double Date    | Marcus Rosentrater | Shane Kosakowski | 14. října 2020 | bude oznámeno |
| 117          | 7         | Caught Napping     | Justin Wagner      | Mark Ganek       | 21. října 2020 | bude oznámeno |
| 118          | 8         | Cold Fusion        | Casey Willis       | Mark Ganek       | 28. října 2020 | bude oznámeno |

### Dvanáctá řada (2021)
| Č. v seriálu | Č. v řadě | Původní název          | Režie          | Scénář               | Premiéra v USA | Premiéra v ČR |
| ------------ | --------- | ---------------------- | -------------- | -------------------- | -------------- | ------------- |
| 119          | 1         | Identity Crisis        | Matt Thompson  | Shane Kosakowski     | 25. srpna 2021 | bude oznámeno |
| 120          | 2         | Lowjacked              | Pierre Cerrato | Shana Gohd           | 25. srpna 2021 | bude oznámeno |
| 121          | 3         | London Time            | Justin Wagner  | Brittany Miller      | 1. září 2021   | bude oznámeno |
| 122          | 4         | Photo Op               | Casey Willis   | Asha Michelle Wilson | 8. září 2021   | bude oznámeno |
| 123          | 5         | Shots                  | Matt Thompson  | Matt Roller          | 15. září 2021  | bude oznámeno |
| 124          | 6         | Dingo, Baby, Et Cetera | Chi Duong      | Mark Ganek           | 22. září 2021  | bude oznámeno |
| 125          | 7         | Colt Express           | Yusuke Sato    | Alison Silverman     | 29. září 2021  | bude oznámeno |
| 126          | 8         | Mission: Difficult     | Megan Johnson  | Mark Ganek           | 6. října 2021  | bude oznámeno |

### Třináctá řada (2022)
| Č. v seriálu | Č. v řadě | Původní název               | Režie             | Scénář               | Premiéra v USA | Premiéra v ČR |
| ------------ | --------- | --------------------------- | ----------------- | -------------------- | -------------- | ------------- |
| 127          | 1         | The Big Con                 | Justin Wagner     | Mark Ganek           | 24. srpna 2022 | bude oznámeno |
| 128          | 2         | Operation: Fang             | Matt Thompson     | Matt Roller          | 31. srpna 2022 | bude oznámeno |
| 129          | 3         | Saturday                    | Pierre Cerrato    | Asha Michelle Wilson | 7. září 2022   | bude oznámeno |
| 130          | 4         | Laws of Attraction          | Omaka Schultz     | Brittany Miller      | 14. září 2022  | bude oznámeno |
| 131          | 5         | Out of Network              | Megan Johnson     | Matt Roller          | 21. září 2022  | bude oznámeno |
| 132          | 6         | Bank Run at Mr. Bank's Bank | Kim Feigenbaum    | Alison Zeidman       | 28. září 2022  | bude oznámeno |
| 133          | 7         | Distraction Action          | Casey Willis      | Miles Woods          | 5. října 2022  | bude oznámeno |
| 134          | 8         | Dough, Ray, and Me          | Stephen Slesinski | Mark Ganek           | 12. října 2022 | bude oznámeno |